# Sierra Mauricio
La Sierra Mauricio; también llamada Sierra de Laguna de Sánchez, es una montaña en el municipio de Santiago, estado de Nuevo León, México; forma parte de la Sierra Madre Oriental y del Parque nacional Cumbres de Monterrey, la cumbre alcanza los 2,546 metros sobre el nivel del mar, está rodeada por Sierra de San Cristóbal, Cerro El Magueyal, Cerro El Volcán, Cerro La Esperanza, Sierra El Muerto, y la parte oriental del Cerro de la Viga; también llamada Sierra Potrero de Ábrego.

## Deportes de montaña

### Carrera de montaña
El Ultra Trail Oso Negro cruza la Sierra Mauricio, en el Puerto La Papa alcanza el punto más alto de la ruta.

### Cañonismo
Entre la Sierra Mauricio y el Cerro La Esperanza se forma el Cañón de Matacanes, considerado la mejor ruta de cañonismo en México.